# Tress MacNeille
Tress MacNeille (Chicago, 20 de junho de 1951) é uma atriz e dubladora americana, mais conhecida por dar voz a personagens de diversas séries de animação, como  The Simpsons, Futurama, Rugrats, All Grown Up!, Tiny Toon Adventures, Chip 'n Dale Rescue Rangers, SWAT Kats: The Radical Squadron, Animaniacs e The Land Before Time.